# چهار سوار آخرالزمان

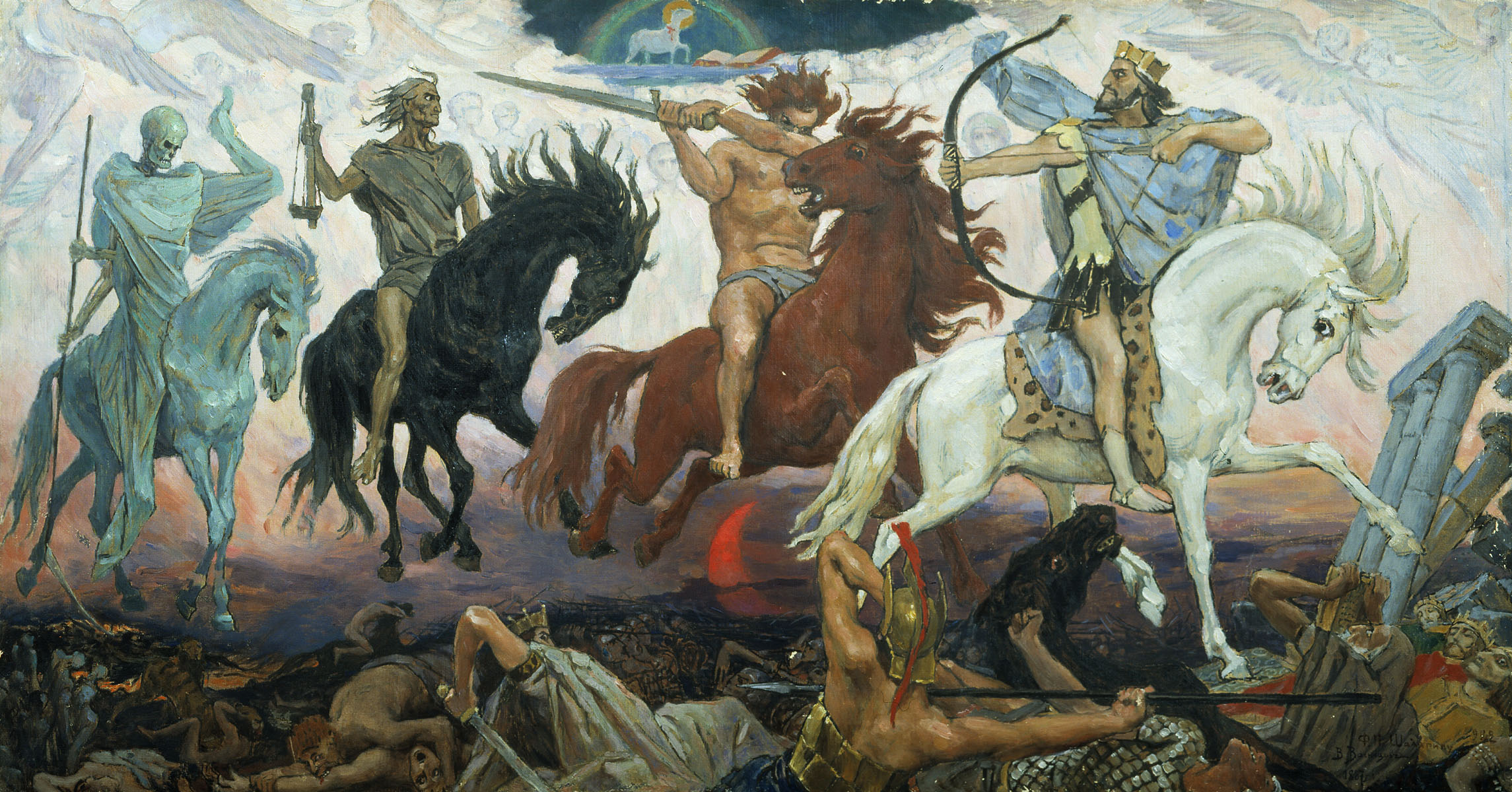
چهار سوار آخرالزمان, یک نقاشی متعلق به سال ۱۸۸۷ کشیده شده توسط ویکتور وسنتسوف. فقط مرگ به وضوح در کتاب مقدس نام برده شده‌است. بره خداوند قابل مشاهده در بالا است.

چهار سوار آخرالزمان که در مکاشفه یوحنا در عهد جدید از کتاب مقدس نام برده شده‌اند، چهار شخصیت هستند که بر اساس مکاشفه باب ۶ آیات ۱ الی ۸ هنگام باز شدن چهار مهر و موم از هفت مهروموم (متعلق به آخرالزمان) آزاد می‌شوند. این مهر و موم‌ها بر دستان فردی که در مکاشفه بره خداوند نامیده شده‌است و همان عیسی است باز می‌شوند. این سواران به ترتیب بر چهار اسب به رنگ‌های سفید، قرمز، سیاه و رنگ‌پریده سوارند و به ترتیب نمادهای بیماری، جنگ، قحطی و مرگ هستند.

## اسب سفید
۱:همچنانکه محو تماشا بودم، «بره» نخستین مهر را گشود. ناگاه یکی از آن چهار موجود زنده، با صدایی همچون غرش رعد گفت: «بیا» ۲:نگاه کردم و اسبی سفید دیدم. سوار بر اسب، کسی را دیدم که کمانی در دست و تاجی بر سر داشت. او اسب را به جلو می‌راند تا در بین مردم طاعون بپراکند و فاتح جنگ باشد.— مکاشفه یوحنا باب ۶

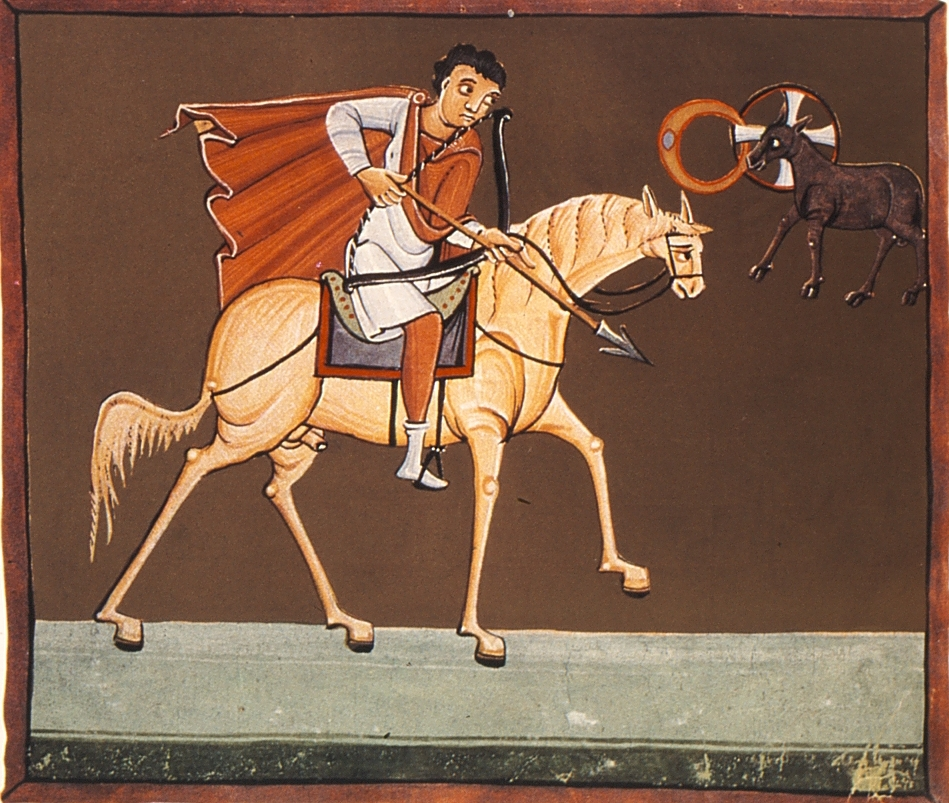

بر اساس متن مکاشفه یوحنا سواری که بر اسب سفید است معمولاً نماد بیماری است.
طبیعت دقیق یا جاودانگی آن مبهم است و همچنین در بعضی منابع فردی خوب و در بعضی منابع شخصیت شیطانی تصویر شده‌است.

## اسب سرخ
۳:سپس بره مهر دوم را باز کردم. آنگاه شنیدم که موجود زنده دوم گفت: «بیا!»۴:این بار اسبی سرخ پدیدار شد. به سوار آن شمشیری داده شده بود تا قادر باشد صلح و سلامتی را از زمین بردارد و بجای آن هرج و مرج ایجاد کند. در نتیجه، جنگ و خونریزی، در همه جا آغاز شد.— مکاشفه یوحنا، باب ۶

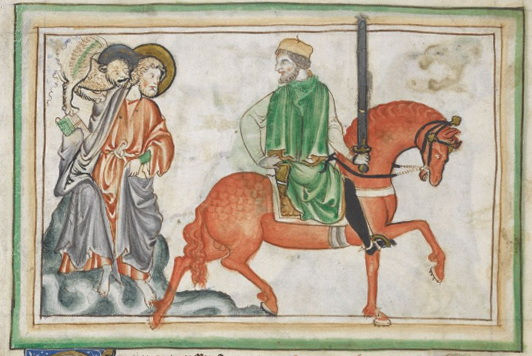

سوار اسب قرمز معمولاً به عنوان نماد جنگ شناخته می‌شود ویا نماد خشونت. او اسب قرمز را می‌راند (در بعضی منابع از قرمز آتشین یاد شده‌است) و شمشیری بزرگ در دست دارد و برای ریختن خون آمده‌است. اسب‌سوار دوم معمولاً باعث جنگ داخلی می‌شود تا در مقابل پیروزی‌هایی که اسب‌سوار اول بدست آورده‌است قد علم کند.

## اسب سیاه
۵:چون بره مهر سوم را گشود، شنیدم که موجود زنده سوم گفت: «بیا!» آنگاه اسب سیاهی را دیدم که سوارش ترازویی در دست داشت ۶:سپس از میان چهار موجود زنده، صدایی به گوش رسید که می‌گفت «یک قرص نان گندم، یا یک کیلو آٰرد جو، به قیمت مزد روزانه یک کارگر باشد. اما به روغن زیتون و شراب آسیبی نرسان!»— مکاشفه یوحنا، باب ۶

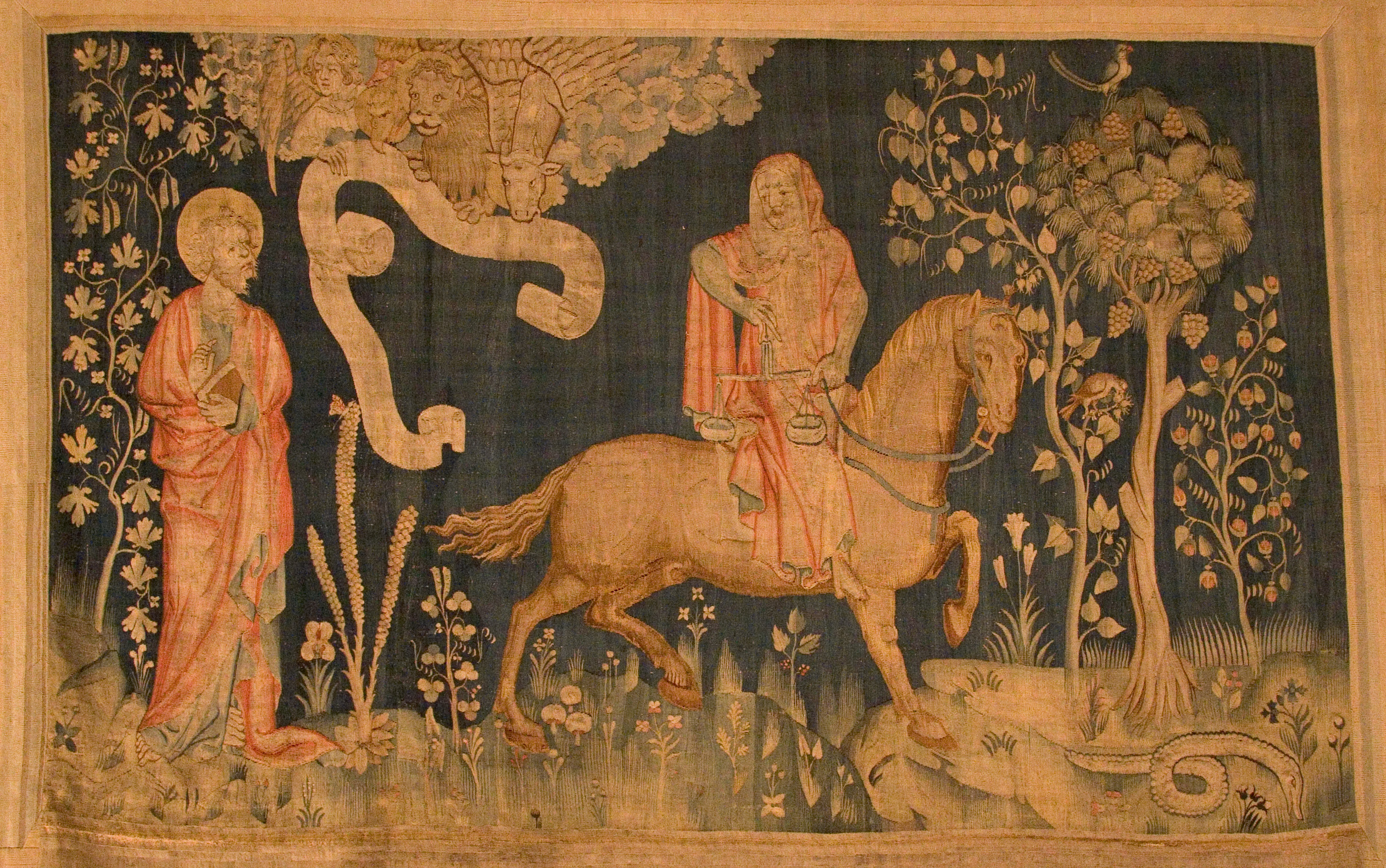
تصویری از اسب‌ سیاه

سوار سوم که اسبی به رنگ سیاه دارد معمولاً به‌عنوان نماد قحطی شناخته می‌شود. اسب‌سوار معمولاً یک ترازو را حمل می‌کند تا نانی بخش شود که هنگام قحطی است.

## اسب دجال
۷:چون بره مهر چهارم را گشود، صدای موجود زنده چهارم را شنیدم که گفت: «بیا!» ۸:ناگاه اسب رنگ پریده‌ای ظاهر شد که سوارش «مرگ» نام داشت. به دنبال او اسب دیگری می‌آمد که نام سوارش «هیدیس» بود. به آنها، اختیار و قدرت داده شد تا یک چهارم زمین را بوسیله جنگ، قحطی، بیماری و جانوران وحشی نابود کنند.— مکاشفه یوحنا، باب ۶
در مکاشفهٔ یوحنا مستقیماً از سوار چهارم نام برده شده‌است و آن نام مرگ است. برخلاف سه سوار دیگر این سوار چیزی را حمل نمی‌کند اما همراه وی یک سوار به نام هادس می‌آید. اگرچه در بعضی نقاشی‌ها سوار چهارم در حال حمل داس دسته‌بلند، شمشیر یا دیگر وسایل تصویر شده‌است.
رنگ این اسب در انجیل‌های اولیه (به زبان یونانی) خلوروس (χλωρός) نامیده شده‌است که هر دو معنی سبز/سبز مایل به زرد و رنگ پریده را همزمان می‌دهد. اما معمولاً به «رنگ‌پریده» ترجمه شده و دلیلش این است که مترجمان بیشتر بر این اصل تکیه داشته‌اند که رنگ‌پریده بیشتر به نماد مرگ نزدیکی دارد زیرا جسد انسان نیز رنگ‌پریده‌است. در بعضی از تصاویر جدید، این سوار به‌رنگ سبز تصویر شده‌است.
جملهٔ «به آن‌ها اختیار و قدرت داده شد تا یک چهارم زمین را بوسیله جنگ، قحطی، بیماری و جانوران وحشی نابود کند» معمولاً اشاره به سوار چهارم و هادس تعبیر می‌شود، اما بعضی از منابع برداشت‌شان این است که به چهار اسب‌سوار این اختیار داده شده‌است.

## اشارات دیگر در کتاب مقدس
در زکریا اشاراتی به اسب‌های رنگی شده‌است (باب ۱ آیه ۸–۱۷). اگرچه نوشته شده‌است که فقط سه اسب‌سوار است ولی بعداً چهارمی اضافه می‌شود.